# Louis Ficq
Louis Jean Jaques Marie Ficq (Rotterdam, 19 juli 1885 – Dachau, 10 maart 1945) was een Nederlands burgemeester.
In 1917 werd hij burgemeester van de Noord-Brabantse gemeente Velp en twee jaar later werd hij tevens burgemeester van de aangrenzende gemeente Grave. Op 1 juli 1942 ging de gemeente Velp op in de gemeente Grave. Ficq werd op 3 februari 1944 door de Duitse bezetter gearresteerd wegens openlijke getuigenis voor vaderland en vorst. Hij overleed op 9 maart 1945 in concentratiekamp Dachau.
Ficq was op 26 juni 1919 in Roermond gehuwd met Paula Maria Antonia Isabella Lemmens en Jan Ficq (burgemeester) en René Ficq (jurist) zijn zonen van hem. Juriste Bénédicte Ficq is zijn kleindochter. 

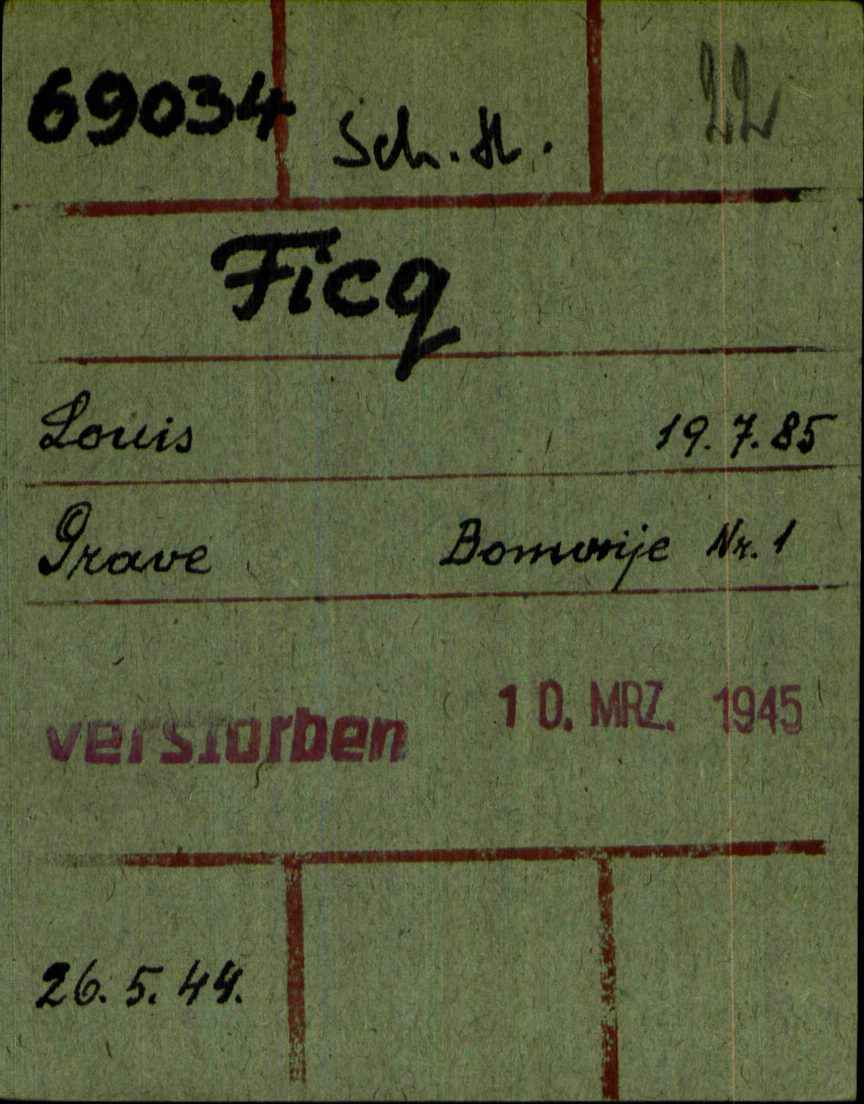
Registratiekaart als gevangene in nazi-concentratiekamp Dachau
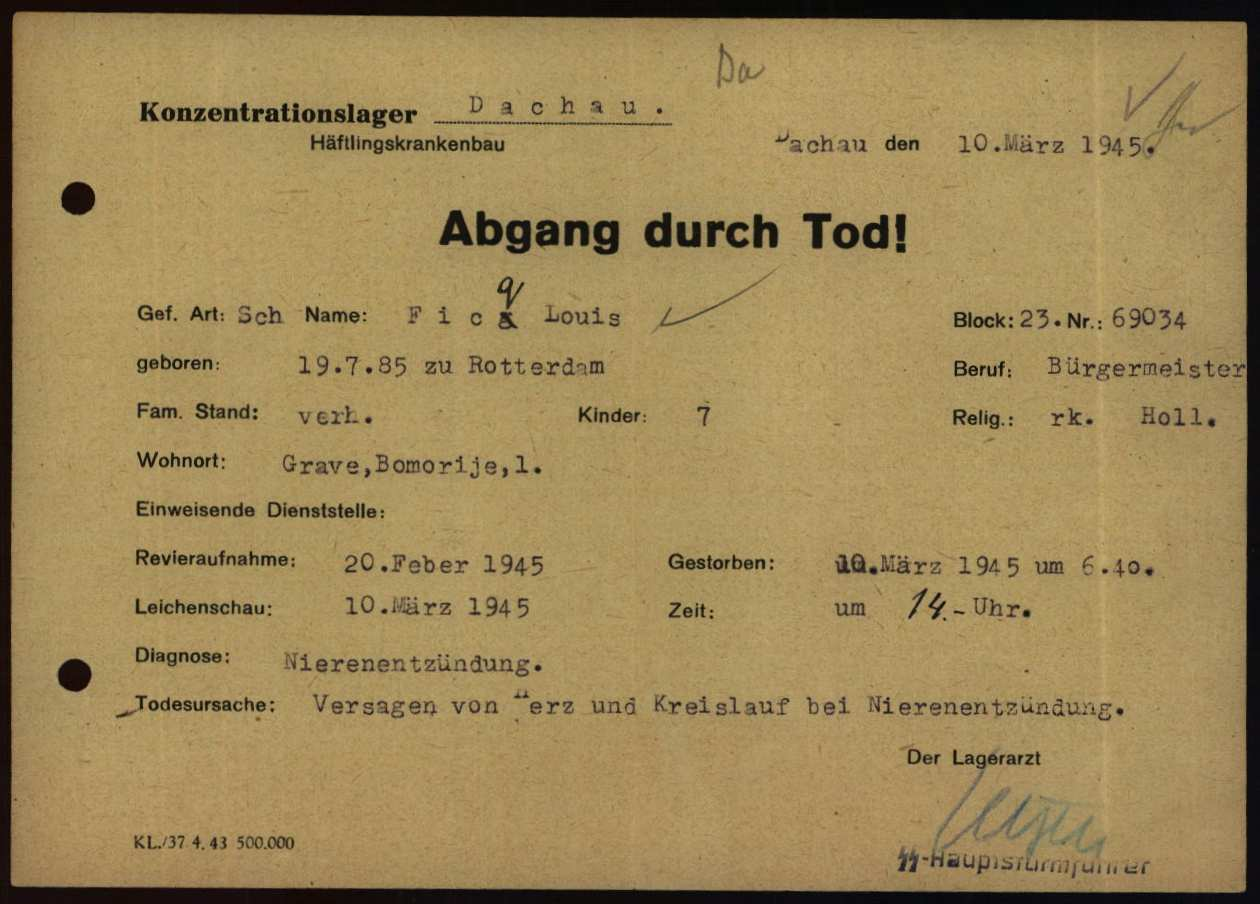
Doodsrapport. Gemelde doodsoorzaak: “Hart- en bloedsomloopstoringen veroorzaakt door nierontsteking”.